# 大毛十一郎
大毛 十一郎（だいもう じゅういちろう、1952年または1953年 - ）は、日本の政治家。 民主党所属。堺市議会議員 (5期) 、堺市議会議長、堺市議会副議長を歴任。旭日小綬章受章。

## 経歴
1999年 (平成11年) 4月 堺市議会議員選挙で初当選。文教委員長、堺市監査委員、堺市高石市消防組合議会議長を務めた。2010年5月 松本光治議長とともに第80代堺市議会副議長。2014年5月 水ノ上成彰副議長とともに第79代堺市議会議長。就任時に「バランスを取りながら議会運営に取り組みたい。議会改革もしっかり進める」と述べた。

## 選挙歴
- 2003年 堺市議会議員選挙 (定数52) で3位当選(再選)[5]
- 2007年 堺市議会議員選挙堺区選挙区 (定数9) で3位当選(3選)[6]
- 2011年 堺市議会議員選挙堺区選挙区 (定数9) で7位当選(4選)[7]
- 2015年 堺市議会議員選挙堺区選挙区 (定数8) で7位当選(5選)[8]

## 栄典
- 2024年11月 令和6年秋の叙勲で旭日小綬章を受章[1]